# Cethegus
Cethegus var en romersk patricisk släkt. En medlem av denna släkt, Gaius Cornelius Cethegus senator i romerska republiken, var en av Catilinas ivrigaste anhängare i Rom.